# チャナントール天文台
チャナントール天文台（Llano de Chajnantor Observatory）とは、チリのアタカマ砂漠の標高5,104メートル地点、サンペドロ・デ・アタカマの50キロメートル南に位置する天文台である。湿度が低く、人の居住には適さない場所ではあるが、水蒸気による減衰が少ないため、サブミリ波等の短波長域での電波観測に適している。観測波長域では、世界最大級クラスのサブミリ波電波望遠鏡が設置されている（投資額は10億ドルにもおよぶ）。

## 概説
チャナントール地区は、比較的近年に建設を開始したヨーロッパ南天天文台のサイトである。サンペドロ・アタカマ地区の再深部にあたり、交通の難所であるアタカマ砂漠の中でも一級の建設難易度となる地域である。しかしながら、高地砂漠という極限環境であり、360日を超える晴天率、平均水蒸気量20%という過酷な環境であるからこそ、天体観測の窓と呼ばれる、ミリ波 - 近赤外線領域の観測に適していることから、1980年代後半より資材搬入のための道路整備を初めとして、ヘリコプターによる空路などの開発がチリ共和国と共同で進められてきた。
現在は、CBI装置による精密宇宙背景輻射観測（観測黒体輻射：0.01 - 30K、ステップ：0.01K）やAPEXによるサブミリ波観測が行なわれている。これらの観測装置の近隣にはALMAやASTE望遠鏡、NANTEN-2などの観測装置が設置されることによって、特にサブミリ波領域から近赤外領域の天体観測が行われることになった。
現在は、東京大学のチームと地元チリのチームによってチャナントール山頂までの資材搬入道路が整備されたため、チャナントール山頂にも天体観測拠点が設置される見込みである。

## チャナントール天文台に設置された望遠鏡
- 宇宙背景放射撮像装置 (CBI)
- アタカマ パスファインダー 実験機 (APEX)
- アタカマ大型ミリ波サブミリ波干渉計 (ALMA)

## Pampa La Bola に設置された望遠鏡

### 日本
- ASTE望遠鏡
- なんてん2

#### チャナントール山頂に予定
- 東京大学アタカマ天文台

## セロ・トコに設置された望遠鏡
- アタカマ宇宙論望遠鏡

## 関連
- Purico Complex